# Psychotria nagapatensis
Psychotria nagapatensis är en måreväxtart som beskrevs av Elmer Drew Merrill. Psychotria nagapatensis ingår i släktet Psychotria och familjen måreväxter. Inga underarter finns listade i Catalogue of Life.